# 데이노크로톤
데이노크로톤(학명: Deinocroton)은 멸종한 진드기의 한 부류이다. 9,900만 년 전 백악기 후기 세노마니아절 초기에 출현하였으며 버마 호박에서 네 개의 종이 발견되었다.

## 분류
D. draculi, D. copia, D. bicornis, D. lacrimus 이 네 종은 전부 생성 연대가 약 1억 만년 전의 백악기 오브절 후기~세노마니아절 초기 사이에 해당하는 버마 호박에서 발견되었다. 이 속은 다리 관절의 해부 구조로 뒷받침되는 두 가지 생존해 있는 주요 진드기 과보다는 누탈리엘라속(Nuttalliella)과 훨씬 근연인 것으로 보인다. 원래는 데이노크로톤과에 속했던 반면, 2024년 연구에서는 누탈리엘라속과 버마 호박에서 발견된 절멸 속(레기오나리스속)과 함께 누탈리엘라과(Nuttalliellidae)로 들어가야 한다고 보았다.

## 어원
속명 데이노크로돈(Deinocroton)은 고대 그리스어 '데이노스'(deinos. 무서운, 공포스러운)와 '크로톤'(krotṓn, 진드기)의 조어로 '공포의 진드기'를 뜻한다. 드라쿨리 종의 종소명 draculi은 영국의 소설가 브람 스토커(Bram Stoker) 작의 서간체 소설, 《드라큘라》의 흡혈귀 드라큘라 백작에게서 따왔다.

## 특징
데이노크로톤속의 진드기들은 체벽 구조, 촉지의 형태, 그리고 전항문의 홈 모양과 관련된 일련의 특징들로 다른 진드기들과 구별된다. 체표면은 깊은 구덩이나 홈으로 촘촘히 패여 있으며 눈은 없다.

## 생태

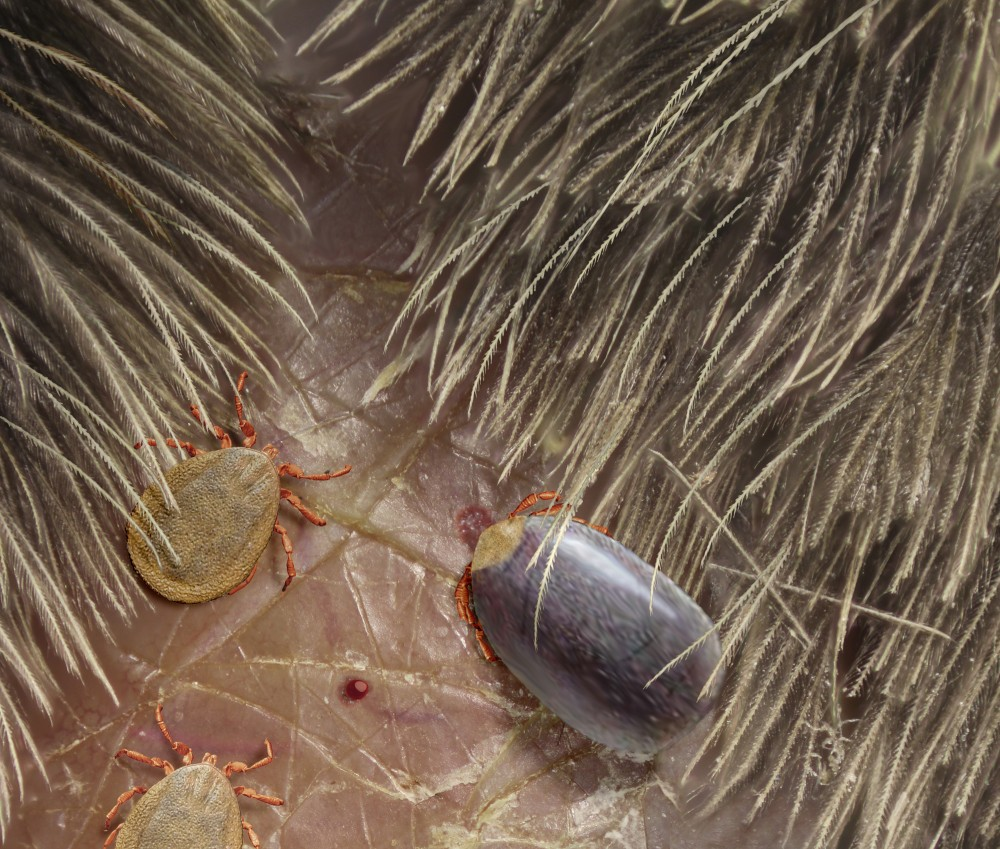
복원도

몸의 크게 움푹 들어간 표면과 울혈된 암컷의 부피 증가(8.5배)는 먹이 활동이 현생 물렁진드기과 및 누탈리엘라속과 가장 많이 닮았으며, 빠른 울혈 시간(수 분에서 몇 시간)과 여러 생식소성숙주기(生殖巢成熟週期)를 가지고 있었음을 시사한다. 선호되는 숙주는 호박의 깃털과 발견 표본의 연관성을 근거로 했을 때 깃털 공룡으로 추론되었다. 이 표본은 수시렁이과 유충의 특수화된 센털(hastiseta)과 관련이 있는 것으로 밝혀졌으며, 이는 이들이 둥지에 서식했음을 시사한다.